# Sydgletsjer (Furesø)
De Sydgletsjer is een gletsjer in Nationaal park Noordoost-Groenland in het oosten van Groenland.

## Geografie
De gletsjer is zuid-noord georiënteerd en heeft een lengte van meer dan 20 kilometer. Ze heeft meerdere zijtakken die onderweg bij de hoofdtak komen. Ze mondt in het noorden uit in de Furesø.
De Sydgletsjer ligt aan de noordkant van de zuidelijke helft van Nathorstland. Ongeveer tien kilometer naar het westen ligt de Toscanogletsjer en op ongeveer 20 kilometer naar het oosten de Prinsessegletsjer.